# Cody Martin (baloncestista)
Cody Lee Martin (Mocksville, Carolina del Norte; 28 de septiembre de 1995) es un jugador de baloncesto estadounidense que pertenece a la plantilla de los Phoenix Suns de la NBA. Con 1,98 metros de estatura, ocupa la posición de alero. Es hermano gemelo del también jugador de baloncesto Caleb Martin.

## Trayectoria deportiva

### Universidad
Jugó dos temporadas con los Wolfpack de la Universidad Estatal de Carolina del Norte, en las que promedió 5,1 puntos, 3,5 rebotes y 1,9 asistencias por partido. Al término de esa segunda temporada, él y su hermano gemelo eligieron ser transferidos a los Wolf Pack de la Universidad de Nevada, entrenada por Eric Musselman.
Tras la preceptiva campaña en blanco que impone la NCAA en las transferencias de jugadores, disputó dos años más, en los que promedió 13,1 puntos, 5,4 rebotes, 4,8 asistencias, 1,5 robos de balón y 1,1 tapones por encuentro. En ambas temporadas fue incluido en el segundo mejor quinteto de la Mountain West Conference y en el mejor quinteto defensivo, siendo además elegido en 2018 por los entrenadores mejor jugador defensivo de la conferencia.

#### Estadísticas
| Año     | Equipo   | PJ  | PT | MPP  | %TC  | %3P  | %TL  | RPP | APP | ROB | TPP | PPP  |
| ------- | -------- | --- | -- | ---- | ---- | ---- | ---- | --- | --- | --- | --- | ---- |
| 2014–15 | NC State | 19  | 3  | 11.4 | .475 | .000 | .529 | 2.0 | 1.2 | .5  | .3  | 3.4  |
| 2015–16 | NC State | 33  | 16 | 25.9 | .467 | .429 | .597 | 4.4 | 2.3 | 1.2 | .4  | 6.0  |
| 2017–18 | Nevada   | 36  | 34 | 35.7 | .516 | .294 | .701 | 6.3 | 4.7 | 1.7 | 1.5 | 14.0 |
| 2018–19 | Nevada   | 34  | 34 | 34.4 | .505 | .358 | .763 | 4.5 | 4.9 | 1.4 | .7  | 12.1 |
| Total   | Total    | 122 | 87 | 28.9 | .501 | .325 | .689 | 4.6 | 3.6 | 1.3 | .8  | 9.7  |

### Profesional
Fue elegido en la trigésimo sexta posición del Draft de la NBA de 2019 por Charlotte Hornets.
El 2 de julio de 2022 acuerda una extensión de contrato con los Hornets por 4 años y $32 millones.
Durante su sexta temporada en Charlotte consiguió la máxima anotación de su carrera el 30 de octubre de 2024 con 25 puntos ante Toronto Raptors, saliendo desde el banquillo. Luego, el 6 de febrero de 2025, es traspasado a los Phoenix Suns junto a Vasilije Micić a cambio de Jusuf Nurkić.

## Estadísticas de su carrera en la NBA

### Temporada regular
| Año     | Equipo    | PJ  | PT | MPP  | %TC  | %3P  | %TL  | RPP | APP | ROB | TPP | PPP |
| ------- | --------- | --- | -- | ---- | ---- | ---- | ---- | --- | --- | --- | --- | --- |
| 2019-20 | Charlotte | 48  | 3  | 18.8 | .430 | .234 | .646 | 3.3 | 2.0 | .8  | .2  | 5.0 |
| 2020-21 | Charlotte | 52  | 10 | 16.3 | .441 | .276 | .581 | 3.1 | 1.7 | .7  | .2  | 4.0 |
| 2021-22 | Charlotte | 71  | 11 | 26.3 | .482 | .384 | .701 | 4.0 | 2.5 | 1.2 | .5  | 7.7 |
| 2022-23 | Charlotte | 7   | 0  | 19.1 | .389 | .214 | .571 | 3.4 | 1.6 | .6  | .1  | 5.0 |
| 2023-24 | Charlotte | 28  | 22 | 26.9 | .381 | .314 | .606 | 3.9 | 3.7 | 1.1 | .6  | 7.5 |
| 2024-25 | Charlotte | 39  | 8  | 24.8 | .433 | .323 | .694 | 4.5 | 2.3 | 1.1 | .7  | 7.8 |
| 2024-25 | Phoenix   | 13  | 0  | 14.9 | .352 | .120 | .750 | 3.5 | 1.2 | 1.0 | .5  | 3.8 |
| Total   | Total     | 258 | 54 | 22.0 | .436 | .309 | .661 | 3.7 | 2.2 | 1.0 | .4  | 6.2 |